# Mammea papuana
Espèce
Classification phylogénétique
Synonymes
- Mammea papuana (Lauterb.) Kosterm.[2]

Statut de conservation UICN

 VU D2 : Vulnérable
Mammea papuana est une espèce de plantes à fleurs de la famille des Calophyllaceae.

## Publication originale
- Djawa. Kehut. Indon. Bag. Plan. Kehut. 14. 1956.